# مارسيل لوبورني
مارسيل لوبورني (بالفرنسية: Marcel Leborgne)‏ (9 سبتمبر 1939 في كارهو - 6 ديسمبر 2007) لاعب كرة قدم ومدرب فرنسي راحل . يجيد اللعب في مركز الوسط المدافع .
عندما كان لاعبا في صفوف فريق ليون قاده لتحقيق بطولة كأس فرنسا مرتين سنتي 1964 و1967 واحتلال المركز الثاني لنفس البطولة سنة 1963 . أول مباراة له مع فريق ليون في البطولات القارية كانت في الدور الأول من بطولة كأس الاتحاد الأوروبي في مواجهة فريق إنتر ميلان الإيطالي موسم 1958/1959 . وصل الفريق إلى الدور النصف النهائي من بطولة كأس أبطال الكؤوس الأوروبي ولكنه خسر من فريق سبورتنغ لشبونة البرتغالي التي توج لاحقا بطلا لها . بعدما أعلن اعتزاله كلاعب انتقل إلى مهنة التدريب وقام بتدريب فريق ليون لفترة وجيزة من مارس إلى يونيو 1988 وهبط الفريق إلى الدرجة الثانية . وتولى تدريب الفريق من بعده ريموند دومينيك . في سنة 2008 قرر أهل وأصدقاء لوبورني أن يكرموه بإطلاق اسم ميدان على اسمه .

## روابط خارجية
- مارسيل لوبورني على موقع قاعدة بيانات كرة القدم.إي يو (الإنجليزية)